# Barbara Czekalla
Barbara Czekalla (* 7. November 1951 in Caputh) ist eine ehemalige deutsche Volleyballspielerin.
Barbara Czekalla wurde als Tochter des Opernsängers Georg Czekalla in Caputh bei Potsdam geboren. Die wechselnden Engagements des Vaters brachten mehrere Umzüge mit sich, so dass die Familie schließlich 1966 in Gera ansässig wurde. Czekalla betrieb in ihrer Jugend zunächst Leichtathletik, spielte dann zeitweise parallel Handball und Volleyball bei der BSG Dynamo Gera-Süd und wurde 1968 als Volleyballspielerin an die Kinder- und Jugendsportschule im Sportforum Berlin-Hohenschönhausen delegiert, an der sie 1971 das Abitur ablegte.
Barbara Czekalla war 230-fache DDR-Nationalspielerin und bereits frühzeitig auch Kapitänin der Nationalmannschaft. Sie nahm zweimal an Olympischen Spielen teil, wobei sie 1976 in Montreal den sechsten Platz belegte und 1980 in Moskau die Silbermedaille gewann. Mit ihren Mannschaftskameradinnen wurde sie im selben Jahr mit dem Vaterländischen Verdienstorden in Bronze ausgezeichnet. Bei den Volleyball-Europameisterschaften der Frauen gewann sie mit der DDR-Auswahl 1975 Bronze sowie 1977 und 1979 Silber.
Barbara Czekalla spielte für den SC Dynamo Berlin und wurde zwischen 1972 und 1979 sechsmal DDR-Meister. Außerdem gewann sie 1978 den Europapokal der Pokalsieger.
1981 musste sie nach einer Fußoperation und einem anschließenden Bandscheibenvorfall ihre sportliche Karriere beenden. Bis 1991 arbeitete sie in der Klubleitung des SC Dynamo Berlin. Nach jahrelanger Volleyball-Abstinenz war sie von 2009 bis 2011 Landestrainerin im Berliner Volleyball-Verband. Außerdem betreute sie die Jugendmannschaften des Berliner VV sowie die Seniorinnen des Berlin Brandenburger Sportclubs. Mittlerweile (Stand 2018) lebt sie wieder in Gera.